# Suhpalacsa nigrescens
Suhpalacsa nigrescens is een insect uit de familie van de vlinderhaften (Ascalaphidae), die tot de orde netvleugeligen (Neuroptera) behoort. 
Suhpalacsa nigrescens is voor het eerst wetenschappelijk beschreven door New in 1984.